# Juri Wassiljewitsch Kopajew

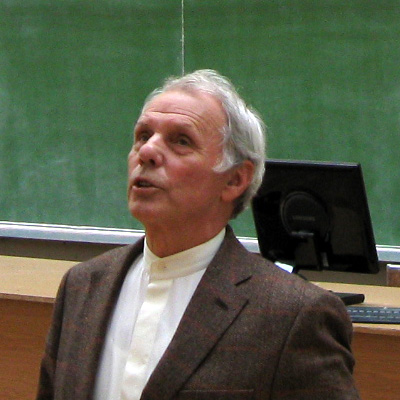
Juri Wassiljewitsch Kopajew (2010 in seiner Vorlesung im MIET)

Juri Wassiljewitsch Kopajew (russisch Юрий Васильевич Копаев; * 21. Oktober 1937 in Moskau; † 24. Dezember 2012 ebenda) war ein russischer Physiker und Hochschullehrer.

## Leben
Kopajew studierte am Moskauer Energetischen Institut (MEI) mit Abschluss 1962. Anschließend war er Aspirant im Moskauer Institut für Physik und Technologie (MFTI) bei Leonid Weniaminowitsch Keldysch. Zusammen mit Keldysch entwickelte er 1964 die Theorie des Exziton-Isolators (Keldysch-Kopajew-Modell) für den Metall-Halbleiter-Phasenübergang. Nach dem Abschluss der Aspirantur 1964 und der Verteidigung seiner Kandidat-Dissertation arbeitete er in Selenograd im Forschungsinstitut für Molekularelektronik (jetzt Mikron AG).
1970 wechselte Kopajew in die theoretische Abteilung des Moskauer Lebedew-Instituts für Physik (FIAN) der Akademie der Wissenschaften der UdSSR (AN-SSSR, seit 1991 Russische Akademie der Wissenschaften (RAN)). 1975 wurde er nach Verteidigung seiner Doktor-Dissertation zum Doktor der physikalisch-mathematischen Wissenschaften promoviert. 1992 wurde er Leiter des Laboratoriums für Halbleiterphysik der Abteilung für Festkörperphysik des FIAN. 1995 wurde er Direktor der Abteilung für Festkörperphysik des FIAN.
Kopajews Forschungsschwerpunkte waren die Gleichgewichts- und Nichtgleichgewichtsphasenübergänge in Halbleitern und Supraleitern und die Nanoelektronik. Er untersuchte die Möglichkeiten für die Erhöhung der Supraleiter-Sprungtemperatur.
Neben seiner Forschungstätigkeit lehrte er seit 1975 als Professor am Moskauer Institut für Elektronische Technologie (MIET). Er leitete zunächst den  Lehrstuhl für physikalische Technologie und integrierte Schaltkreise und ab 1999 den Lehrstuhl für Quantenphysik und Nanoelektronik. 1990 wurde er zum Korrespondierenden Mitglied und 2008 zum Vollmitglied der AN-SSSR gewählt. Er war Vorsitzender des Direktorenrats des FIAN-MIET-Wissenschaftszentrums. Beim Präsidium der RAN leitete er die Sektion für Physik der Kondensierten Materie und war Mitglied der Kommission für Nanotechnologie. Er war Mitherausgeber der Zeitschrift für Experimentelle und Theoretische Physik. Er war Autor bzw. Mitautor vieler Veröffentlichungen.
Kopajew starb bei einem Autounfall in Moskau und wurde auf dem Friedhof Trojekurowo begraben.

## Ehrungen, Preise
- Staatspreis der UdSSR (1982, 1988)[4]
- Orden der Ehre (1998)[7]
- Preis des Präsidenten der Russischen Föderation (2003)
- Lebedew-Goldmedaille der RAN (2011)